# Michael Jacobsen
Michael Jacobsen (Kakabeka Falls, 24 luglio 1981) è un ex hockeista su ghiaccio canadese, di ruolo difensore.

## Carriera
Esordisce nella OHL con i Belleville Bulls (56 presenze e 7 gol) per 4 stagioni.
Nella stagione 2000-2001 gioca nei Sudbury Wolves (5 presenze), negli Owen Sound Attack (57 presenze e 8 gol), nella ECHL con i Pensacola Ice Pilots (3 presenze) e infine nella UHL con i Missouri River Otters (3 presenze).
Successivamente gioca 4 stagioni nella Canadian Interuniversity Sport (CIS) con i Lakehead University (30 presenze  e 7 gol).
Nel 2006 è approdato in Italia, con la maglia dell'Alleghe Hockey dove colleziona 32 presenze e 2 gol. Conclude la propria carriera con due stagioni disputate presso i Belfast Giants in Elite Ice Hockey League.

## Palmarès

### Club
- EIHL  Playoff: 1

Belfast: 2009-2010